# Barcelona Open Banc Sabadell 2022
Barcelona Open Banc Sabadell 2022 var den 69:e upplagan för herrar av Barcelona Open Banc Sabadell, en tennisturnering spelad utomhus på grus i Barcelona, Spanien. Turneringen var en del av 500 Series på ATP-touren 2022.
Turneringen spelades på Real Club de Tenis Barcelona mellan den 18 och 24 april 2022.

## Mästare

### Singel
- Carlos Alcaraz besegrade  Pablo Carreño Busta, 6–3, 6–2

### Dubbel
- Kevin Krawietz /  Andreas Mies besegrade  Wesley Koolhof /  Neal Skupski, 6–7(3–7), 7–6(7–5), [10–6]

## Poäng och prispengar

### Poängfördelning
| Gren   | Mästare | Final | Semifinal | Kvartsfinal | Åttondelsfinal | Sextondelsfinal | 32-delsfinal | Kvalificerad till huvudturneringen | Kvalomgång 2 | Kvalomgång 1 |
| Singel | 500     | 300   | 180       | 90          | 45             | 20              | 0            | 10                                 | 4            | 0            |
| Dubbel | 500     | 300   | 180       | 90          | 0              | —               | —            | 45                                 | 25           | 0            |

### Prispengar
| Gren    | Mästare   | Final     | Semifinal | Kvartsfinal | Åttondelsfinal | Sextondelsfinal | 32-delsfinal | Kvalomgång 2 | Kvalomgång 1 |
| Singel  | 467 150 € | 249 140 € | 129 245 € | 67 480 €    | 35 555 €       | 19 465 €        | 10 380 €     | 5 450 €      | 3 115 €      |
| Dubbel* | 163 500 € | 87 200 €  | 44 120 €  | 22 060 €    | 11 420 €       | —               | —            | —            | —            |

*per lag

## Tävlande i singel

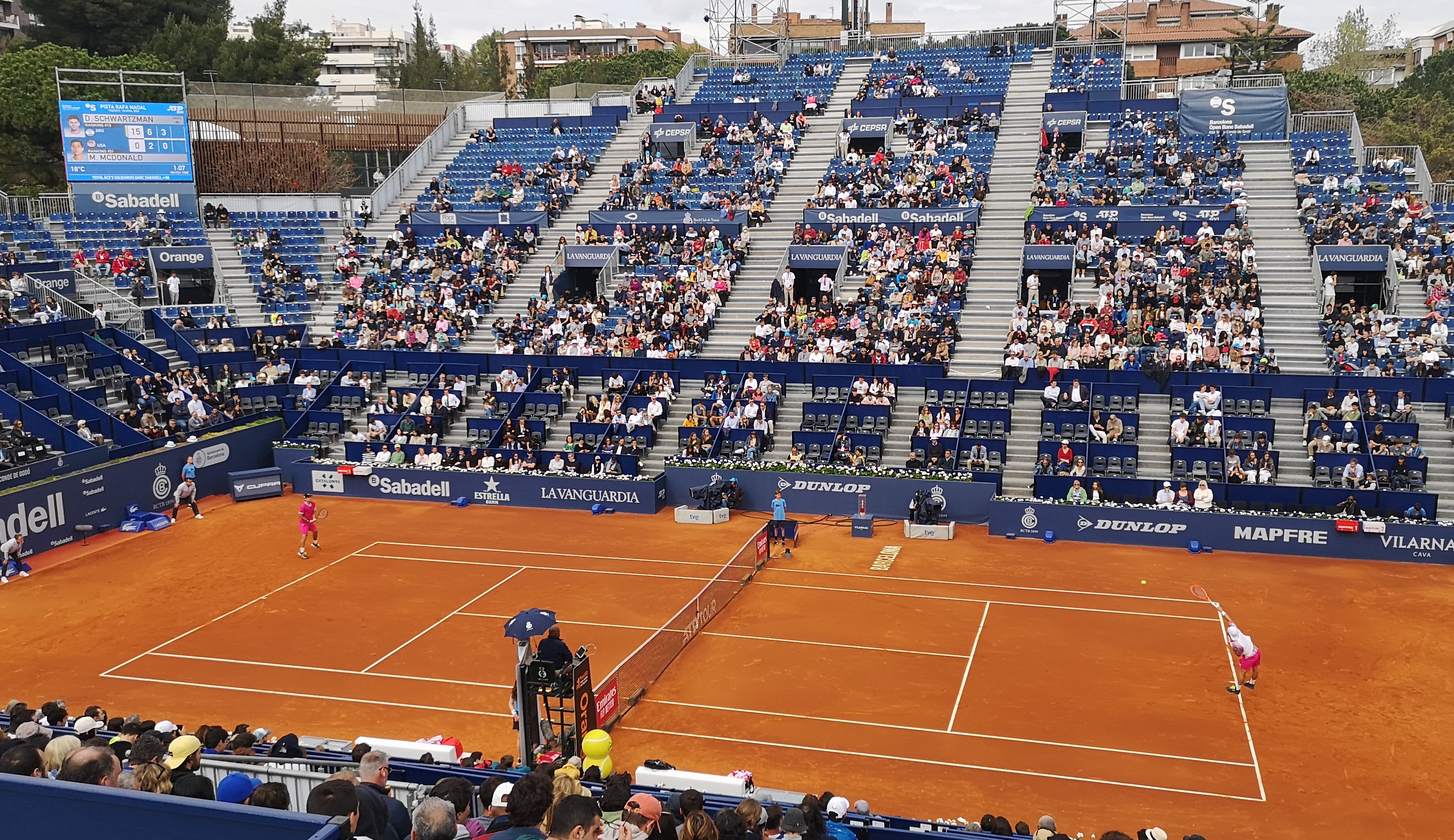
Diego Schwartzman mot Mackenzie McDonald i sextondelsfinalen

### Seedning
| Land           | Spelare               | Rank1 | Seedning |
| -------------- | --------------------- | ----- | -------- |
| Grekland       | Stefanos Tsitsipas    | 5     | 1        |
| Norge          | Casper Ruud           | 7     | 2        |
| Kanada         | Félix Auger-Aliassime | 9     | 3        |
| Storbritannien | Cameron Norrie        | 10    | 4        |
| Spanien        | Carlos Alcaraz        | 11    | 5        |
| Argentina      | Diego Schwartzman     | 16    | 6        |
| Spanien        | Roberto Bautista Agut | 18    | 7        |
| Spanien        | Pablo Carreño Busta   | 19    | 8        |
| Georgien       | Nikoloz Basilasjvili  | 20    | 9        |
| Australien     | Alex de Minaur        | 25    | 10       |
| Italien        | Lorenzo Sonego        | 26    | 11       |
| Storbritannien | Dan Evans             | 27    | 12       |
| USA            | Frances Tiafoe        | 28    | 13       |
| Bulgarien      | Grigor Dimitrov       | 29    | 14       |
| Argentina      | Federico Delbonis     | 34    | 15       |
| Kazakstan      | Alexander Bublik      | 36    | 16       |
| Spanien        | Albert Ramos Viñolas  | 37    | 17       |

- 1 Rankingen är per den 11 april 2022.[4]

### Övrig spelarinformation
Följande spelare fick ett wild card till turneringen:
- Félix Auger-Aliassime
- Feliciano López
- Jaume Munar
- Tommy Robredo

Följande spelare kvalificerade sig genom kvalturneringen:
- Nicolás Álvarez Varona
- Hugo Dellien
- Egor Gerasimov
- Carlos Taberner
- Elias Ymer
- Bernabé Zapata Miralles

Följande spelare kvalificerade sig som lucky losers:
- Hugo Grenier
- Manuel Guinard
- Gian Marco Moroni

### Spelare som dragit sig ur
Innan turneringens start
- Roberto Bautista Agut → ersatt av  Hugo Grenier
- Alejandro Davidovich Fokina → ersatt av  Manuel Guinard
- Tallon Griekspoor → ersatt av  Maxime Cressy
- Hubert Hurkacz → ersatt av  Lorenzo Musetti
- Rafael Nadal → ersatt av  Kwon Soon-woo
- Arthur Rinderknech → ersatt av  Gian Marco Moroni
- Denis Shapovalov → ersatt av  Pablo Andújar
- Jannik Sinner → ersatt av  Jordan Thompson
- Jan-Lennard Struff → ersatt av  Sebastián Báez
- Botic van de Zandschulp → ersatt av  Roberto Carballés Baena

## Tävlande i dubbel

### Seedning
| Land     | Spelare              | Land           | Spelare          | Rank1 | Seedning |
| -------- | -------------------- | -------------- | ---------------- | ----- | -------- |
| USA      | Rajeev Ram           | Storbritannien | Joe Salisbury    | 3     | 1        |
| Spanien  | Marcel Granollers    | Argentina      | Horacio Zeballos | 11    | 2        |
| Tyskland | Tim Pütz             | Nya Zeeland    | Michael Venus    | 20    | 3        |
| Colombia | Juan Sebastián Cabal | Colombia       | Robert Farah     | 24    | 4        |

- Rankingen är per den 11 april 2022.

### Övrig spelarinformation
Följande dubbelpar fick ett wild card till turneringen:
- David Marrero /  Jaume Munar
- Feliciano López /  Marc López

Följande dubbelpar kvalificerade sig genom kvalturneringen:
- Ugo Humbert /  Sebastian Korda

Följande dubbelpar kvalificerade sig som lucky losers:
- Sander Gillé /  Joran Vliegen
- Pedro Martínez /  Lorenzo Sonego

### Spelare som dragit sig ur
Innan turneringens start
- Carlos Alcaraz /  Pablo Carreño Busta → ersatt av  Sander Gillé /  Joran Vliegen
- Lloyd Harris /  Denis Shapovalov → ersatt av  Máximo González /  Lloyd Harris
- John Peers /  Filip Polášek → ersatt av  Nikoloz Basilasjvili /  Alexander Bublik
- Tim Pütz /  Michael Venus → ersatt av  Pedro Martínez /  Lorenzo Sonego